# Вътрешен човек (сериал, Турция)
Вътрешен човек (на турски: İçerde, в букв. превод: Вътре) е турски криминален драматичен сериал, излязъл на телевизионния екран през 2016 г.

## Сюжет
Сарп Йълмаз става първи по успех във випуска. В академията също учи и брат му Мерт, който преди години бива отвлечен. След въпросното отвличане Мерт продава носни кърпи на улицата. Успява да се спаси от тази съдба и постъпва в академията благодарение на Мелек, която нахлува в живота му. Завършва академията втори по успех след брат си Сарп, за чието съществуване дори не подозира. Майката на Сарп – Фюсюн живее в беден квартал и работи в гостилница, която е нарекла на малкия си син Умут, който е отвлечен и за когото не спира да страда. Опитва се да забрави мъката си като осиновява момиче на име Ейлем, което на 12 години губи родителите си при катастрофа. Ейлем винаги е била кротка и никога не е създавала проблеми на Фюсюн. Ейлем и Сарп израстват заедно и са като истински брат и сестра. Завършва университет и работи като журналистка. Баща им Метин е шофьор на камион. Той бива принуден да поеме вината за убийството на осем души. Това злодеяние всъщност го е извършил Джелял Думан. Метин бива вкаран в затвора и това преобръща нагоре с краката живота на семейството му. Полицията слага белезниците на ръцете му пред Сарп и Умут, като този спомен ги травмира завинаги. След като Метин влиза в затвора, отвличат Умут. Връзката между братята прекъсва, но въпреки това двамата избират да постъпят в академията и след години без да подозират се намират в едно и също училище.

## Излъчване
| Сезон | Епизоди | Начало на сезона  | Край на сезона | Всички епизоди | ТВ сезон    | ТВ канал | Дата и час         |
| ----- | ------- | ----------------- | -------------- | -------------- | ----------- | -------- | ------------------ |
| 1     | 39      | 19 септември 2016 | 19 юни 2017    | 1 – 39         | 2016 – 2017 | Show TV  | понеделник (20:00) |

## Излъчване в България
| Сезон | Епизоди | Начало на сезона | Край на сезона      | Всички епизоди | ТВ сезон       | ТВ канал | Дата и час                    |
| ----- | ------- | ---------------- | ------------------- | -------------- | -------------- | -------- | ----------------------------- |
| 1     | 83      | 3 юни 2019 г.    | 10 февруари 2020 г. | 1 – 83         | 2019 – 2020 г. | bTV      | всеки делничен ден (21:00/30) |

## Актьорски състав
- Чаатай Улусой – Сарп Йълмаз
- Арас Булут Йенемли – Мерт Карадаа/Умут Йълмаз
- Бенсу Сорал – Мелек Думан
- Дамла Джолбей – Ейлем Йълмаз
- Нихал Колдаш – Фюсун Йълмаз
- Четин Текиндор – Джелял Думан
- Гьозде Кансу – Йешим Думан
- Ибер Уйгар Кабоглу – Мустафа Думан
- Мустафа Угурлу – Юсуф Кая
- Угур Йюджел – Кудрет Сьонмез
- Ръза Коджаоглу – Давут
- Йълдърай Шахинлер – Хасан
- Небил Сайън – Джошкун
- Мехмет Йълмаз Ак - Яшар
- Дениз Гюрзумар – Баръш
- Баръш Къралиоглу – Муса
- Угур Йълдъран – Селим
- Дуйгу Саръшън – Сема
- Беран Сойсал – Гьокхан
- Левент Джан – Халук
- Ердаг Йенел – Берке
- Дефне Халман – Серап
- Есра Кълъч – Фуля
- Сейитхан Йоздемир – Дребния

## В България
В България сериалът започва на 3 юни 2019 г. по bTV и спира на 5 септември. На 2 януари 2020 г. е показано продължението на сериала и завършва на 10 февруари. Дублажът е на студио Медиа Линк. Ролите се озвучават от Мими Йорданова, Яница Митева, Петър Бонев, Любомир Младенов и Иван Велчев.
На 1 май започва повторно излъчване по bTV Lady и завършва на 21 юли. На 17 август започва ново повторение и завършва на 20 ноември.
На 25 януари 2021 г. започва повторно излъчване по TDC. Дублажът е на студио Медиа Линк и е записан наново. Ролите се озвучават от Даниела Йорданова, Мими Йорданова, Станислав Пищалов, Николай Николов и Симеон Владов.